# ائتلاف فراگیر اصول‌گرایان
ائتلاف فراگیر اصولگرایان یکی از دو بخش اصلی ائتلاف اصولگرایان برای انتخابات مجلس شورای اسلامی در سال ۱۳۸۶ در کنار جبهه متحد اصولگرایان می‌باشد. نامزدهای تأیید شده ائتلاف به علی لاریجانی، محمدباقر قالیباف و محسن رضایی نزدیک بودند.

## اعتقادات
اصولگرایان ایران یا محافظه‌کاران اعتقاد بر وفاداری به نظام ولایت فقیه یا حکومت ایجادشده توسط روح‌الله خمینی دارند. آنها از رهبر جمهوری اسلامی ایران سید علی خامنه‌ای حمایت می‌کنند. آنها همچنین اعتقاد دارند که مجلس ایران باید از رئیس‌جمهور ایران مستقل باشد.

## حامیان
از حامیان اصلی ائتلاف می‌توان به محمد باقر قالیباف شهردار تهران، محسن رضایی رئیس سابق سپاه پاسداران ایران و علی لاریجانی رئیس مجلس ایران اشاره کرد.